# Jolanta Piętek-Górecka
Jolanta Piętek-Górecka (ur. 18 października 1963 w Radomiu) – polska aktorka.

## Życiorys
W 1986 roku ukończyła studia na Wydziale Aktorskim Państwowej Wyższej Szkoły Teatralnej w Warszawie i rozpoczęła pracę jako aktorka w Teatrze Współczesnym. Rok później zagrała Małgorzatę w Mistrzu i Małgorzacie w reżyserii Jana Englerta. W swojej karierze wystąpiła w kilkudziesięciu sztukach teatralnych.
Na ekranie zadebiutowała w epizodzie jako dziewczyna w pociągu w filmie telewizyjnym Jerzego Kołodziejczyka Dokąd, człowieku? (1984). Niedługo potem zaczęły nadchodzić poważniejsze propozycje w wielu polskich filmach - ... jestem przeciw (1985), Zabij mnie glino (1987), Łabędzi śpiew (1988) czy Lawa (1989).
W 2011 roku porzuciła show business. Z czasem została właścicielką ośrodka Masuria Arte na Pojezierzu Mazurskim.

## Filmografia
- 1984: Dokąd, człowieku? − dziewczyna w pociągu
- 1985: Tanie pieniądze − Magda
- 1985: Sceny dziecięce z życia prowincji − Marlena
- 1985: ... jestem przeciw − Kaśka
- 1986: Dwie wigilie − Jadwiga
- 1987: Zabij mnie glino − prostytutka Mariola
- 1987: Śmierć Johna L. − Weronika
- 1988: Łabędzi śpiew − bohaterka pomysłów Dziedzica
- 1988: Dekalog IX − Ola, pacjentka Romana
- 1988: Crimen − Nastka (odc. 4-6)
- 1989: Lawa − Maryla; dziewczyna na dziadach; dziewica; anioł; kobieta
- 1989: Kapitał, czyli jak zrobić pieniądze w Polsce − Ewa, sekretarka w biurze matrymonialnym